# Phanacis
Phanacis (лат.) — род мелких орехотворок из трибы Aylacini. Голарктика, Неотропика, Африка, Австралия. От близких родов отличаются следующими признаками: тергиты 2—7 свободные; маргинальная крыловая ячейка открытая, может быть полузакрытой; ареолы передних крыльев присутствуют (треугольные) или отсутствуют; гипопигий с отчётливым, удлинённым вентральным шипом, субапикальные волоски никогда не образуют плотного пучка. Галлообразователи на травянистых растениях. Фитофаг Phanacis neserorum откладывает яйца в молодых, мягких стеблях Chrysanthemoides monolifera (Астровые), личинки развиваются в клетках сердцевины без видимого образования галлов. Взрослые особи появляются в июле и августе. При образовании галлов не наблюдается опухания или внешней деформации стебля, а единственным признаком заражения является появление поверхностных отверстий. Phanacis морфологически сходен с родом Timaspis.
- Phanacis carthami Gussakovsky, 1933
- Phanacis caulicola (Hedicke, 1939)
- Phanacis centaureae Forster, 1860
- Phanacis ciceki Azmaz & Katilmiş, 2021[5]
- Phanacis crassinervis Dyakonchuk, 1980
- Phanacis culmicola Dyakonchuk, 1981
- Phanacis hypochoeridis  (Kieffer, 1887)
- Phanacis hypochoeridis (Kieffer, 1887) (Aulax)
- Phanacis loewi Mayr, 1881
- Phanacis lucidulus  Dyakonchuk, 1980
- Phanacis neserorum Melika & Prinsloo, 2007
- Phanacis orientalis Dyakonchuk, 1981
- Phanacis parvulus  Dyakonchuk, 1980
- Phanacis phlomidis  Belizin, 1959
- Phanacis pilicornis  (Thomson, 1877)
- Phanacis rufiscapus  (Giraud, 1859)
- Phanacis stepicola  Dyakonchuk, 1981
- Phanacis strigosa  Melika, Stone & Tavakoli, 2022[6]
- Phanacis taraxaci  (Ashmead, 1897)
- Phanacis tavakolii  Melika, Stone & Pujade-Villar, 2022
- Phanacis urhani  Azmaz & Katilmiş, 2021
- Phanacis urospermi
- Phanacis varians  Dyakonchuk, 1980
- Phanacis zwolferi  Nieves-Aldrey, 1995